# فدوى كيلاني
 فدوى أحمد كيلاني, شاعرة وكاتبة من سوريا كرديّة الأصل. درست المراحل الابتدائية والإعدادية والثانوية في مدرسة ديرك-المالكية في حلب, وتخرّجت من جامعة حلب من كلية الآداب قسم اللغة العربية. متزوجة, وأم لشابّين وفتاة (بروسك وهلز وبلند).  بدأت بكتابة الشعر  مبكراً وكانت  تنشر  في الجرائد والمجلات عرفت  بكتابة قصيدة التفعيلة والنثر وتألقت وسطع نجمها  بعد صدور مجموعتيها  في الشعر ولكنها شهرت  أكثر بعد أحداث سوريا 2011-2012 لكتاباتها المستمرة عنها والتي تؤيد هذه الثورة.

## تسلسل حياتها
ولدت في منطقة ديريك – المالكية، وتفتحت فيها عيناها على الحياة حيث أن طفولتها وصباها كانت في ذات المنطقة. نالت فدوى شهادتها الجامعية من جامعة حلب حيث درست المعهد الهندسي (قسم العمارة) كما درست الأدب العربي في ذات الجامعة وتخرجت منها عام 1993. خلال آخر ثلاث سنوات من دراستها كانت فدوى متزوجة (1990)
). بعد تخرّجها انتقلت وعائلتها إلى محافظة الحسكة وعملت فيها كمدرّسة لمدّة ثلاث سنوات. في عام 1998 هاجرت  إلى الإمارات العربية المتحدة وما تزال مقيمة بها حتى الآن .

## فدوى والكتابة
بدأت فدوى بالكتابة في المرحلة الإعدادية من دراستها, فكانت تكتب لمجرد حبّها لذلك وصدق هذا الحب, حيث أنّها لم تكن تشارك كتاباتها بسبب عامل الخجل، فأصبحت تلك الكتابات تشكل مسودات أولى عادت لتبييضها لاحقا. لم تكن فدوى تثق بكتاباتها, إلى أن وجدت من يشجعها على كتابة المزيد من أعمالها. ساعدها على ذلك أنه كان أحد أفراد عائلتها (زوج اختها), فكان إعجابه بما تكتبه فدوى أحد المحفّزات التي شجعتها على إكمال طريقها ككاتبة, حيث أنه كان يشير إلى نقاط الإبداع في كتاباتها ويوضّح لها السبب وفي الدفّة الأخرى كان ينبّهها إلى ما ينبغي عليها تحاشيه. بعد ذلك انطلقت فدوى بكتابات وأشعار قويّة وثابتة.
كتبت فدوى قصائد عمودية وتفعيلية  ومن ثم ركزت على قصيدة النثر. كان لظروف حياتها دور كبير في كتاباتها, حيث أنها تستوحي معظم قصائدها (1) من شخصية أبيها (في صغرها), (2) وطنها ومعاناتها فيه, (3) المكان الذي تتواجد فيه.
1-	شخصية الأب:
الشخصية الأكثر هيمنة على حياة فدوى كيلاني كطفلة كانت شخصية أبيها حيث  أنها كانت مرتبطة به ارتباطاً وثيقا ً لدرجة أن أول كتاباتها كتبتها على لسان أبيها الذي كان بالنسبة إليها صورة عن العالم بأجمعه. كان سبب تأثرها الشديد بأبيها هو ثقافته العالية ومحاولاته في إكسابها الكميات الممكنة من ثقافته بالإضافة إلى أن حنو شخصيته ساعدت على بناء شخصيتها.
2-	الوطن والمعاناة:
برغم حبّها لحياتها في دولة الإمارات العربية المتحدة وانسجامها مع هذا المكان الجديد ومعالمه, إلا أن سطوة وطنها لا تزال شبه مسيطرة على قلبها. تعتبر الشاعرة فدوى كيلاني أن لها وطنان
أ‌-	وطنها الأساسي (سوريا): خرجت فدوى من سوريا  نتيجة الضغوط الأمنية، حيث وشى بها أحد المثقفين وتم نقل عملها من وزارة التربية إلى وزارة الزراعة بغير إرادتها, فناضلت لترجع إلى حلمها وهدفها ولكنها عانت طويلا بلا جدوى, فاضطرت للمهاجرة إلى دولة الإمارات والإقامة بها. بالإضافة إلى معاناتها الشخصية ككردية في سوريا أيضا جعلها تجد في الكتابة متنفسا عن ألمها, أساها, وحزنها.
ب‌-	الوطن الذي احتضنها عندما اضطرت للهجرة (الإمارات العربية المتحدة).
3-	المكان:
تقول الشاعرة فدوى كيلاني أن المكان الذي تتواجد فيه يؤثر بشكل أساسي على نفسيتها وبالتالي تنعكس صورة المكان في كتاباتها.

## أهم أعمالها
مجموعة شعرية : 1 : ظل لا يعرف صاحبه

2 : أسماء في حبرها الأخضر
و مجموعة قصصية( بيت العم سيد )
ومجموعة ثالثة  قيد الطبع 
```
(و هي تعد الآن كتاب انطولوجيا الشعراء السوريين في الإمارات) 
```

نشرت عشرات المقالات والقصص بشكل متفرق في الجرائد والمجلات محليا ًو عربيا وبالأخص في جريدة الخليج.
كما أنها تعد بكتاب يضم أشعارها وكتاباتها في 2014.

## وظائفها الحالية
1. عضو اتحاد كتاب وأدباء الإمارات
  1. عضو رابطة أديبات الإمارات
  2. عضو حركة شعراء العالم
  3. عضو اتحاد الكتاب والصحفيين الكرد في سوريا
2. عضو اتحاد الصحفيين السوريين  
  1. عضو  جائزة حامد بدرخان للإبداع
3. عضو مكتب تنفيذي في نقابة  صحفيي كردستان 
  1. طالبة دراسات عليا.

## الجوائز
1. حاصلة على شهادة الإعداد الاذاعي والتلفزيوني من دبي القابضة.
2. حاصلة على شهادات تقديروجوائز في مجال التعليم في دولة الإمارات العربية المتحدة.
3. شهادات تقدير في مجال المساهمة في ندوات وملتقيات ومؤتمرات لحقوق الطفل.